# Тюльпан лесной
Тюльпа́н лесно́й (лат. Túlipa sylvéstris) — вид однодольных цветковых растений, включённый в род Тюльпан (Tulipa) семейства Лилейные (Liliaceae).

## Ботаническое описание

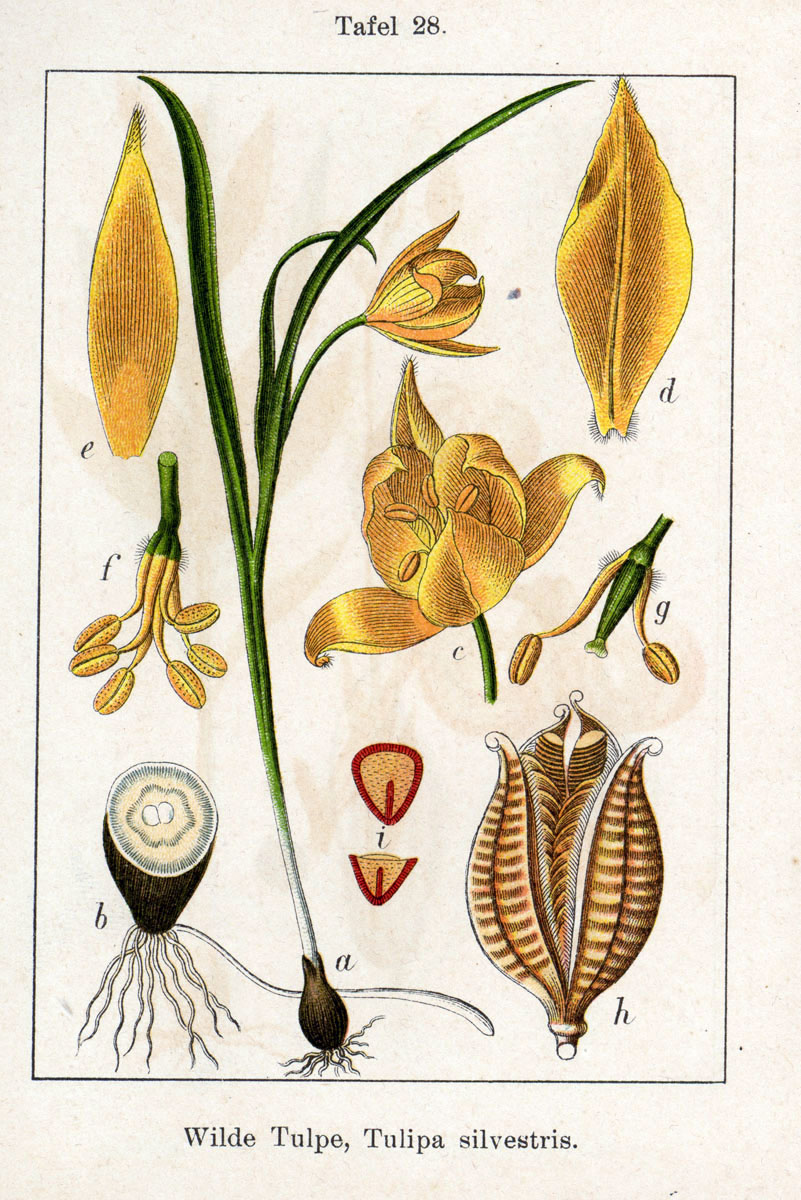

Тюльпан лесной — многолетнее луковичное травянистое растение. Луковица яйцевидной или широкояйцевидной формы, до 5 см длиной и до 2,5 см в диаметре, с чёрно-коричневой шелухой.
Листья обычно в количестве двух—четырёх, загнутые вниз, тёмно-зелёного цвета, в очертании линейно-ланцетовидные, голые с обеих поверхностей, нижний лист до 25—35 см длиной.
Цветок обычно одиночный, в бутоне поникший, затем поднимающийся. Околоцветник разделён на шесть—восемь долей золотисто-жёлтого цвета, в основании иногда зеленоватых. Внешние доли узкоэллиптической или ромбовидной формы, не более 6,5 см длиной, внутренние эллиптическо-обратноланцетовидные, меньшие по размерам. Тычинки с плоскими опушёнными нитями и оранжевыми пыльниками. Завязь ярко-зелёная.

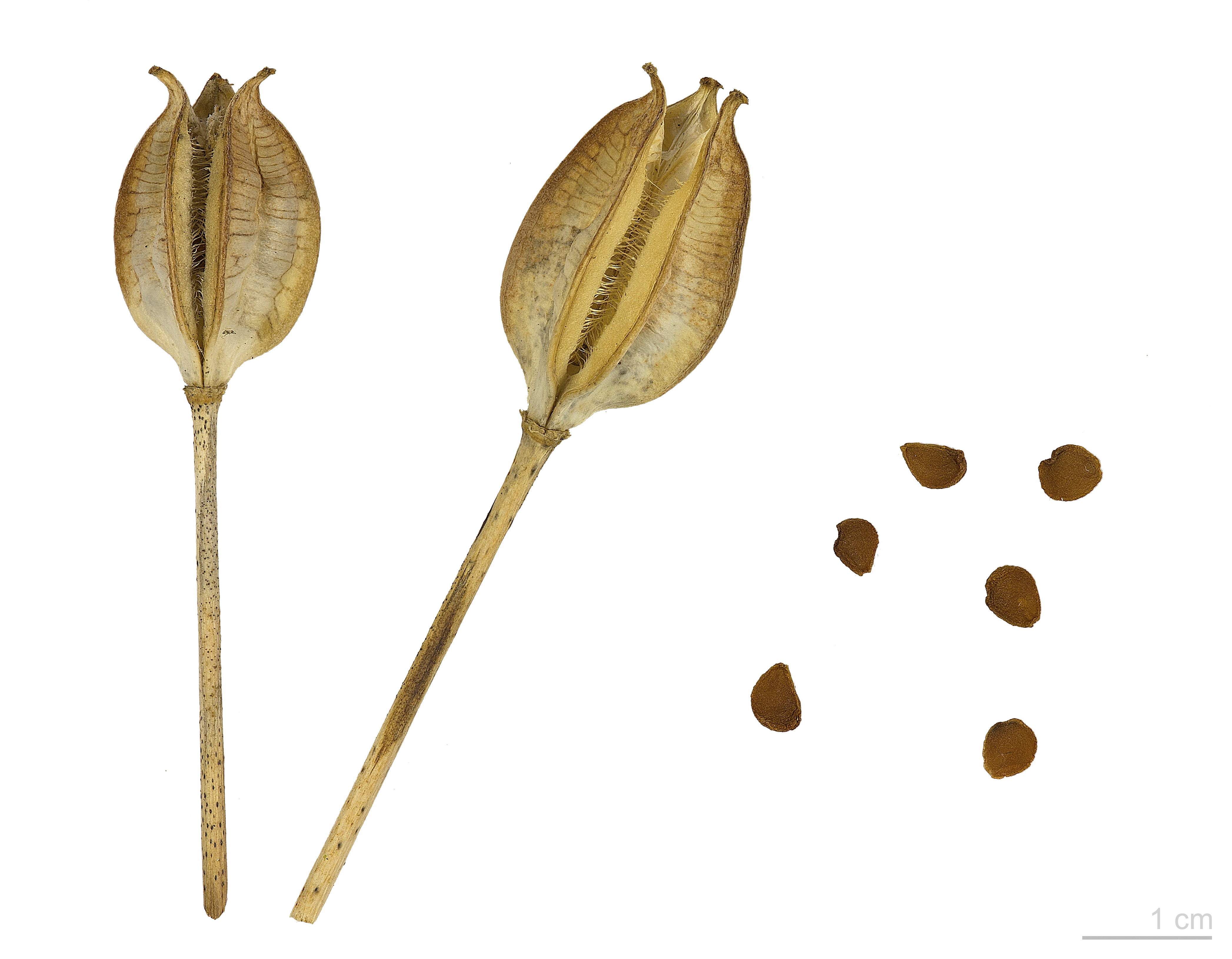
Плоды и семена

Плод — коробочка 15—30×14—16 мм.
Число хромосом 3n = 36.

## Распространение и среда обитания
Естественный ареал тюльпана лесного точно не определён, находится в Европе и Северной Африке. Завезён в Сибирь и Центральную и Юго-Западную Азию, а также в Северную Америку.

## Хозяйственное значение и применение
В XVI веке использовался в декоративном садоводстве наряду с привезённым из Турции Tulipa gesneriana; в современном цветоводстве почти не используется. Изолированные популяции Tulipa sylvestris в северной Германии — одичавшие потомки культурных тюльпанов, некогда украшавших дворянские и церковные сады. Одни такие популяции растут на месте бывших садов несколько веков, другие расселились вниз по речным долинам.

## Таксономия
|  |                                      |  |                                                         |                                                         |                    |  | ещё 9 семейств (согласно Системе APG III) | ещё 9 семейств (согласно Системе APG III) |                    |  |  |  | ещё около 110 видов |
|  |                                      |  |                                                         |                                                         |                    |  | ещё 9 семейств (согласно Системе APG III) | ещё 9 семейств (согласно Системе APG III) |                    |  |  |  | ещё около 110 видов |
|  |                                      |  |                                                         | порядок Лилиецветные                                    |                    |  |                                           |                                           | род Тюльпан        |  |  |  |                     |
|  |                                      |  |                                                         | порядок Лилиецветные                                    |                    |  |                                           |                                           | род Тюльпан        |  |  |  |                     |
|  | отдел Цветковые, или Покрытосеменные |  |                                                         |                                                         | семейство Лилейные |  |                                           |                                           | вид Тюльпан лесной |  |  |  |                     |
|  | отдел Цветковые, или Покрытосеменные |  |                                                         |                                                         | семейство Лилейные |  |                                           |                                           |                    |  |  |  |                     |
|  |                                      |  | ещё 58 порядков цветковых растений (по Системе APG III) | ещё 58 порядков цветковых растений (по Системе APG III) |                    |  |                                           | ещё 15 родов                              | ещё 15 родов       |  |  |  |                     |
|  |                                      |  |                                                         | ещё 58 порядков цветковых растений (по Системе APG III) |                    |  |                                           |                                           | ещё 15 родов       |  |  |  |                     |

### Синонимы
Tulipa sylvestris subsp. australis (Link) Pamp., 1914
- Tulipa abatinoi var. aurea Borzí & Mattei, 1913
- Tulipa acrocarpa Jord. ex Baker, 1874, nom. inval.
- Tulipa alpestris Jord. & Fourr., 1868
- Tulipa australis Link, 1800basionym
- Tulipa australis subsp. mauritii Sennen, 1933, nom. nud.
- Tulipa australis subsp. montana (Kunze) K.Richt., 1890
- Tulipa australis subsp. transtagana (Brot.) K.Richt., 1890
- Tulipa australis var. campestris Willk., 1862
- Tulipa australis var. fragrans (Munby) Levier, 1884
- Tulipa australis var. melillensis Sennen & Mauricio, 1936
- Tulipa australis var. montana (Kunze) Willk., 1862
- Tulipa australis var. parviflora Willk., 1862
- Tulipa australis var. transtagana (Brot.) Levier, 1884
- Tulipa biebersteiniana var. aurantiaca Baker, 1874
- Tulipa breyniana Ker Gawl., 1804, nom. illeg.
- Tulipa brujniana Roxb., 1814, nom. nud.
- Tulipa caucasica Orph. ex Nyman, 1882, nom. inval.
- Tulipa celsiana var. alpestris (Jord. & Fourr.) Nyman, 1882
- Tulipa celsiana var. fragrans (Munby) Batt. & Trab., 1895
- Tulipa celsiana var. maculata Regel, 1873
- Tulipa celsiana var. montana (Kunze) Batt. & Trab., 1895
- Tulipa celsiana var. transtagana (Brot.) Nyman, 1882
- Tulipa fragrans Munby, 1866
- Tulipa fragrans var. montana (Kunze) T.Durand & Schinz, 1894
- Tulipa gallica f. armoricana Hy, 1912
- Tulipa gallica var. australis (Link) Hy, 1912
- Tulipa maculata Roth, 1821
- Tulipa paschalis Sennen, 1924
- Tulipa pumila Moench, 1794
- Tulipa sylvestris f. aurea (Borzí & Mattei) Pamp., 1914
- Tulipa sylvestris f. fragrans (Munby) Pamp., 1914
- Tulipa sylvestris f. montana (Kunze) Pamp., 1914
- Tulipa sylvestris f. scappuccii Pamp., 1914
- Tulipa sylvestris var. alpestris (Jord. & Fourr.) O.Bolòs & Vigo, 2001
- Tulipa sylvestris var. herbetei Sennen & Mauricio, 1936
- Tulipa sylvestris var. mauritii Sennen ex Valdés, 1996
- Tulipa sylvestris var. mediterranea Pamp., 1914
- Tulipa sylvestris var. melillensis Sennen & Mauricio, 1936
- Tulipa sylvestris var. montana Kunze, 1846
- Tulipa thirkeana K.Koch, 1849
- Tulipa tchitounyi Azn., 1918
- Tulipa transtagana Brot., 1804

Tulipa sylvestris subsp. cuspidata (Regel) Maire & Weiller, 1958
- Tulipa cuspidata Regel, 1884basionym
- Tulipa elwesii Regel, 1884

Tulipa sylvestris L. subsp. sylvestris
- Lilium bononiense E.H.L.Krause, 1906
- Liriopogon sylvestre (L.) Raf., 1837
- Tulipa abatinoi Borzí & Mattei, 1912
- Tulipa australis subsp. gallica (Loisel.) K.Richt., 1890
- Tulipa australis var. gallica (Loisel.) Levier, 1884
- Tulipa balcanica Velen., 1893
- Tulipa gallica Loisel., 1829
- Tulipa gallica var. occidentalis Hy, 1912
- Tulipa grandiflora Hy, 1912
- Tulipa florentina Baker, 1874
- Tulipa marshalliana Andrz. ex Baker, 1874
- Tulipa grisebachiana Pant., 1873
- Tulipa grisebachii Borbás, 1883
- Tulipa sylvestris subsp. balcanica (Velen.) Hayek, 1932
- Tulipa sylvestris subsp. grandiflora (Hy) Hayek, 1932
- Tulipa sylvestris subsp. grisebachiana (Pant.) Hayek, 1932
- Tulipa sylvestris var. gallica (Loisel.) Kunze, 1846
- Tulipa turcica Roth, 1797